# Ana Fernández de Córdoba y Enríquez de Ribera
Ana Fernández de Córdoba-Figueroa y Enríquez de Ribera (Sevilla, 15 de octubre de 1608 - Madrid, 3 de octubre de 1679), noble española perteneciente a las Casa de Aguilar y de Feria como hija de Alonso Fernández de Córdoba, V marqués de Priego y V duque de Feria, entre otras dignidades, y de Juana Enríquez de Ribera. 
El 18 de mayo de 1625, casó en primeras nupcias en Montilla con Gómez Suárez de Figueroa, III duque de Feria. El matrimonio sólo produjo dos hijos: Lorenzo, IV duque de Feria, nacido en 1629 y muerto niño en 1634, y María, IV marquesa de Villalba, que no pudo heredar la Casa de Feria por ser ésta de carácter agnaticio. Entonces, fue en el padre de Ana, el marqués de Priego, en quien recayó la sucesión como biznieto por línea de varón del Lorenzo Suárez de Figueroa, III conde de Feria.
En segundas nupcias, contrajo matrimonio con Pedro Antonio de Aragón, hijo de los V duques de Segorbe y VI de Cardona. Su cargo de Virrey de Nápoles entre 1666 y 1671 le hizo trasladar su residencia a dicha ciudad, donde reunieron una gran colección artística y una singular biblioteca personal. No tuvo descendencia de este segundo matrimonio.
- Datos: Q5673755